# Рокоча Віра Володимирівна
Віра Володимирівна Рокоча (*22 липня 1951) — український  учений-економіст. Доктор економічних наук, професор. Академік АН ВШ України з 2010 р.
Народилася у м. Краматорську Донецької обл. У 1968 р. закінчила із золотою медаллю середню школу № 17 і вступила на економічний факультет КДУ ім. Т. Г. Шевченка, по закінченні якого в 1973 р. вступила до аспірантури на кафедру політичної економії. Кандидатську дисертацію захистила у 1977 р. Працювала на цій кафедрі старшим інженером, асистентом, а з 1984 р. — доцентом. У 1986 р. отримала атестат доцента по кафедрі політичної економії. У 1990–1994 р. навчалася у докторантурі на цій кафедрі. У 1995 р. захистила докторську дисертацію і продовжувала працювати професором. З 1990 по 2000 р. пройшла декілька стажувань у Мюнхенському університеті Людвига Максиміліана (ФРН). З 2000 р. — професор кафедри міжнародної економіки. У 2002 р. отримала атестат професора по кафедрі міжнародної економіки. З 2006 р. — декан факультету міжнародних відносин, завідувач кафедри міжнародної економіки та бізнесу Університету економіки та права «КРОК».
Автор близько 200 друкованих праць, присвячених переважно проблемам розвитку світової економіки.